# Мытищинский укрупнённый сельский район
Мытищинский укрупнённый сельский район — административно-территориальная единица в составе Московской области РСФСР в 1963—1965 гг.
В конце 1962 года в Московской области было реорганизовано административно-территориальное деление. Это было вызвано разделением органов управления страной по производственному принципу — на промышленные и сельские. Мытищинский укрупнённый сельский район стал одним из 12 укрупнённых сельских районов, образованных в новых границах вместо 34 упразднённых районов Московской области.
Район был образован в соответствии с объединённым решением исполнительных комитетов промышленного и сельского областных Советов от 30 декабря 1962 года и утверждён указом Президиума Верховного совета РСФСР от 1 февраля 1963 года, а его состав и административно-территориальное деление определены объединённым решением промышленного и сельского исполкомов области от 27 апреля 1963 года.
В состав района вошли территории 53 сельских советов пяти упразднённых районов — Балашихинского, Загорского, Мытищинского, Пушкинского и Щёлковского. Административным центром стал город Мытищи.
Таким образом, в Мытищинский укрупнённый сельский район были включены:
- Никольско-Архангельский, Пехра-Покровский и Фенинский сельсоветы из Балашихинского района;
- Березняковский, Богородский, Бужаниновский, Васильевский, Веригинский, Воздвиженский, Воронцовский, Выпуковский, Закубежский, Каменский, Константиновский, Кузьминский, Марьинский, Митинский, Мишутинский, Наугольновский, Торгашинский, Тураковский и Ченцовский сельсоветы из Загорского района;
- Виноградовский, Жостовский, Каргашинский, Красногорский, Протасовский, Сгонниковский, Сухаревский, Тишковский и Федоскинский сельсовета из Мытищинского района;
- Братовщинский, Ельдигинский, Звягинский (селение Звягино), Луговской, Майский, Пушкинский, Талицкий, Тарасовский и Царёвский сельсоветы из Пушкинского района;
- Анискинский, Воря-Богородский, Головинский, Гребневский, Жегаловский, Мальцевский, Медвежье-Озёрский, Новомилетский, Осеевский, Рязанцевский, Старопареевский, Трубинский и Черновский сельсоветы из Щёлковского района.

31 августа 1963 года, в связи с переносом административного центра в деревню Огуднево, Воря-Богородский сельсовет был переименован в Огудневский.
В конце 1964 года разделение органов управления по производственному принципу было признано нецелесообразным и указом Президиума Верховного совета РСФСР от 21 ноября и исполняющим его решением Мособлисполкома от 11 января 1965 года все укрупнённые сельские районы Московской области были упразднены и восстановлены обычные районы, в частности Балашихинский, Загорский, Мытищинский, Пушкинский и Щёлковский на территории Мытищинского укрупнённого сельского района. При этом в Балашихинский район перешли Никольско-Архангельский, Новомилетский, Пехра-Покровский, Фенинский и Черновский сельсоветы; в Загорский — Березняковский, Богородский, Бужаниновский, Васильевский, Веригинский, Воздвиженский, Воронцовский, Выпуковский, Закубежский, Каменский, Константиновский, Кузьминский, Марьинский, Митинский, Мишуковский, Наугольновский, Торгашинский, Тураковский и Ченцовский с/с; в Мытищинский — Виноградовский, Жостовский, Каргашинский, Красногорский, Протасовский, Сгонниковский, Сухаревский, Тишковский и Федоскинский с/с; в Пушкинский — Братовщинский, Ельдигинский, Звягинский (селение Звягино), Луговской, Майский, Пушкинский, Талицкий, Тарасовский и Царёвский с/с, а в Щёлковский — Анискинский, Головинский, Гребневский, Жегаловский, Мальцевский, Медвежье-Озёрский, Огудневский, Осеевский, Рязанцевский, Старопареевский и Трубинский сельсоветы.